# Muziek voor Potemkin
Muziek voor Potemkin is een hoorspel van Theun de Vries. De VARA zond het uit op zaterdag 4 januari 1969 (met een herhaling op woensdag 20 augustus 1969). De regisseur was Ad Löbler. De uitzending duurde 47 minuten.

## Rolbezetting
- Frans Somers (vorst Grigori Aleksandrovitsj Potemkin)
- Paul van der Lek (luitenant Radisjew)
- Wam Heskes (de kamerdienaar Gawrilli)
- Huib Orizand (graaf Giacomo Morelli)
- Hans Karsenbarg (Battista Palmieri)
- Dogi Rugani (Battista's moeder)

## Inhoud
Dit hoorspel heeft een Russische anekdote, afkomstig van Poesjkin, als basis: het verhaal van vorst Grigori Potemkin die ten tijde van Catharina II een grote macht in het land bezat, omdat hij eens haar minnaar was geweest. Die macht misbruikte hij o.a. door een jonge adjudant opdracht te geven een vioolvirtuoos uit Firenze naar Rusland te halen. De man in kwestie voelde daar niets voor, zodat de jonge officier zijn toevlucht nam tot een pseudo-artiest. Maar helaas, het bedrog werd ontdekt en dat betekende de ondergang van de vindingrijke luitenant…